# Wołodymyr Adamiuk
Wołodymyr Mychajłowycz Adamiuk, ukr. Володимир Михайлович Адамюк (ur. 17 lipca 1991 we wsi Siwka Kałuska, w obwodzie iwanofrankiwskim) – ukraiński piłkarz, grający na pozycji obrońcy.

## Kariera piłkarska
Wychowanek Szkoły Sportowej w Kałuszu, barwy której bronił w juniorskich mistrzostwach Ukrainy (DJuFL). Karierę piłkarską rozpoczął w zespole amatorskim FK Kałusz. Potem występował w drużynach FK Tużyłów i Krono-Karpaty Broszniów-Osada. 1 marca 2013 został piłkarzem klubu Krymtepłycia Mołodiżne, w składzie którego 30 marca 2013 debiutował w zawodowych rozgrywkach. Latem 2011 przeszedł do Stali Dnieprodzierżyńsk. 18 lutego 2016 jako wolny agent podpisał kontrakt z Dniprom Dniepropetrowsk. 12 lipca 2017 przeszedł do Weresu Równe. W lipcu 2018 po zamianie miejsc ligowych dwóch klubów został piłkarzem FK Lwów. 21 grudnia 2019 przeszedł do SK Dnipro-1.

## Sukcesy i odznaczenia

### Sukcesy klubowe
Stal Dnieprodzierżyńsk
- wicemistrz Ukraińskiej Pierwszej Ligi: 2015